# Prismenspektrometer

Versuchsaufbau eines Prismenspektrometers

Langwellige Strahlung am Prismenspektrometer

Kurzwellige Strahlung am Prismenspektrometer

Ein Prismenspektrometer ist ein optisches Spektrometer, welches als dispersives Element ein Prisma verwendet. Im Gegensatz zu einem Prismen-Monochromator kann man mit ihm ein komplettes Spektrum gleichzeitig aufnehmen.

## Funktionsweise

Aufbau eines Prismenspektrometers

Ein Prismenspektrometer zerlegt das einfallende Licht in seine einzelnen Farben bzw. Wellenlängen. Da ein Prisma nur eine Winkeldispersion (durch die zweifache, gleichsinnige Brechung an Grenzflächen werden die verschiedenen Wellenlängen um verschiedene Winkel abgelenkt) besitzt, muss man mit einem drehbaren Objektiv den Ablenkwinkel ermitteln. Kennt man den Brechungsindex des Prismas, so lässt sich daraus die Wellenlänge bestimmen. Dabei ist das entscheidende Kriterium, dass der Brechungsindex von der Wellenlänge abhängt und beim Prisma einen nichtlinearen Verlauf nimmt.
Ersetzt man das Prisma durch ein Beugungsgitter, erhält man ein Gitterspektrometer. Gitter sind nicht nur preiswerter, sondern aufgrund der linearen Beugungsabhängigkeit von der Wellenlänge leichter zu kalibrieren. Allerdings besitzen Gitter stets größere Verluste als Prismen, werden aber aufgrund deutlich höherer Auflösungsvermögen bevorzugt.

## Verwendung

### Spektroskopie

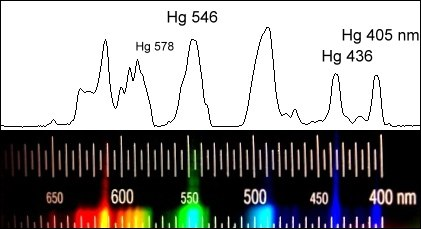
Das Spektrum einer Leuchtstofflampe

Prismenspektrometer können dazu verwendet werden, um über die ermittelten Spektrallinien Rückschlüsse auf die Zusammensetzung eines Mediums zu bekommen, welches das Licht emittiert. Als emittierende Medien eignen sich z. B. Metalldampflampen (zum Beispiel Quecksilberdampflampen), da sie im Gegensatz zu glühenden Festkörpern kein kontinuierliches Spektrum (nicht alle sichtbaren Wellenlängen sind im Spektrum enthalten) aussenden. In Metalldampflampen werden die Elektronen der Metallatome auf höhere Energieniveaus gehoben und senden beim Rückgang in den ursprünglichen Zustand bestimmte Wellenlängen aus. Diese Wellenlängen hängen davon ab, auf welches Niveau die Elektronen gehoben werden und wie weit sie wieder „abfallen“. Weil verschiedene Metallatome auch unterschiedliche Energieniveaus besitzen, hat jede Metalldampflampe ihr eigenes charakteristisches Emissionsspektrum, das sich mit Hilfe des Prismenspektrometers analysieren lässt.

### Messung des Brechungsindex
Ein  Prismenspektrometer kann zur Messung des Brechungsindex eines Materials dienen, wenn die Wellenlängen der verwendeten Strahlung bekannt sind. Die Kalibrierung eines Prismenspektrometers wird folglich mit bekannten Spektrallinien von Dampflampen oder Laserlichtquellen durchgeführt.